# Vicente Martínez Bas
Vicente Martínez Bas, meglio noto con lo pseudonimo Vicentín (Alicante, 25 giugno 1969), è un ex giocatore di calcio a 5 spagnolo, campione europeo con la Nazionale spagnola nel 1996.

## Carriera
Utilizzato nel ruolo di giocatore di movimento, ha come massimo riconoscimento in carriera la partecipazione con la Nazionale di calcio a 5 della Spagna a due campionati del mondo: al FIFA Futsal World Championship 1992 dove le furie rosse sono giunte terze; e al FIFA Futsal World Championship 1996 dove la Spagna è giunta alla medaglia d'argento. Nello stesso anno Vicentín è stato tra i convocati che hanno disputato e vinto il primo Campionato europeo per nazioni in Spagna. In totale, ha disputato 69 incontri con la Nazionale, mettendo a segno 57 reti.

## Palmarès

### Nazionale
- Campionato d'Europa: 1

1996